# Jamie Knight-Lebel
Jamie Knight-Lebel, né le 24 décembre 2004 à Montréal au Québec, est un joueur international canadien de soccer. Il joue au poste de défenseur central à Bristol City.

## Biographie

### Jeunesse et formation
Jamie Knight-Lebel est né à Montréal, d'un père canadien originaire de La Pocatière, et d'une mère galloise originaire d'Aberystwyth,. Il déménage avec sa famille à Bristol lorsqu'il a cinq ans,,.
Après le déménagement de sa famille au Royaume-Uni, il commence le football au Stapleton AFC. Puis, il rejoint le centre de formation du Southampton FC, à l'âge de douze ans,. Il intègre ensuite Bristol City en 2019 et poursuit sa formation dans les différentes équipes de jeunes du club,,.

### Parcours en club
Le 5 mai 2022, il signe son premier contrat professionnel avec son club formateur, pour une durée de trois ans. Pour ses débuts professionnels, il entre en jeu face à Cardiff City en remplaçant Joseph James (en) le 28 octobre 2023 à l'occasion d'une défaite 2-0 pour le compte de la quatorzième journée de Championship,,.
Le 15 mars 2024, il prolonge son contrat de trois années avec son club — jusqu'en 2027,. Pour sa première saison professionnelle, il prend part à trois matchs toutes compétitions confondues,.
Le 24 juin 2024, il est prêté à Crewe Alexandra — un club de quatrième division — afin d'acquérir de l'expérience. Les Robins ont la possibilité de le rappelle à la mi-saison. Il fait sa première apparition avec les Railwaymen en tant que titulaire en EFL Cup contre Rotherham United le 13 août. Il inscrit son premier but professionnel, le 29 décembre, contre Milton Keynes Dons, lors d'un match de League Two,. Une semaine plus tard, il inscrit son deuxième but en League Two, face à Bromley,. Il est élu joueur du Crewe Alexandra du mois de janvier 2025, après avoir notamment marqué trois buts. Il réalise un début de saison impressionnant,.

### Parcours en sélection
Possédant à la fois la nationalité britannique et canadienne, il est éligible pour la sélection du Canada mais aussi pour le pays de Galles, pays dont il possède des origines,,.
Le 5 avril 2022, il est sélectionné avec les moins de 20 ans pour un camp d'entraînement au Costa Rica, afin de préparer le championnat de la CONCACAF des moins de 20 ans,. Puis, le 10 juin, il est retenu dans la liste des vingt joueurs canadiens sélectionnés par Mauro Biello pour disputer le championnat continental des moins de 20 ans,. Lors de ce tournoi, il dispute trois rencontres.
Le 2 octobre 2024, il est convoqué pour la première fois en équipe du Canada par le sélectionneur Jesse Marsch pour participer à un match amical, contre le Panama, — mais n'entre pas en jeu. Le 8 novembre, il est de nouveau convoqué, cette fois pour les quarts de finale de la Ligue des nations face au Suriname.
Le 19 novembre 2024, il honore sa première sélection en entrant en fin de match — à la place de Kamal Miller — face au Suriname,. La rencontre se solde par une victoire 3-0 des Canadiens et se qualifient pour la phase finale de la Ligue des nations. Puis, le 12 mars 2025, il est retenu dans la liste des vingt-trois joueurs canadiens sélectionnés pour disputer la phase finale de la Ligue des nations,. Il ne dispute finalement aucune rencontre et la sélection canadienne termine à la troisième place.

## Statistiques

### Statistiques détaillées
| Saison                | Club                   | Championnat           | Championnat | Championnat | Coupe nationale | Coupe nationale | Coupe de la Ligue | Coupe de la Ligue | Autres compétitions | Autres compétitions | Autres compétitions | Canada | Canada | Total | Total |
| Saison                | Club                   | Division              | M.          | B.          | M.              | B.              | M.                | B.                | Comp.               | M.                  | B.                  | M.     | B.     | M.    | B.    |
| 2023-2024             | Bristol City           | Championship          | 2           | 0           | 1               | 0               | 0                 | 0                 | -                   | -                   | -                   | -      | -      | 3     | 0     |
| 2024-2025             | Crewe Alexandra (prêt) | League Two            | 33          | 3           | 1               | 0               | 1                 | 0                 | ET                  | 3                   | 0                   | 3      | 0      | 41    | 3     |
| Total sur la carrière | Total sur la carrière  | Total sur la carrière | 35          | 3           | 2               | 0               | 1                 | 0                 | -                   | 3                   | 0                   | 3      | 0      | 44    | 3     |